# Żydowskie nazwy polskich miejscowości
Lista miejscowości, osad, osiedli i części miast znajdujących się na terenie Pierwszej i Drugiej Rzeczypospolitej lub współczesnego państwa polskiego wraz z ich nazwami w języku hebrajskim i jidysz.

## A
| Nazwa polska       | Język hebrajski | Transkrypcja | Język jidysz | Transkrypcja | Uwagi                                                                                      |
| ------------------ | --------------- | ------------ | ------------ | ------------ | ------------------------------------------------------------------------------------------ |
| Aleksandrów Łódzki |                 |              | ‏אַלעקסאַנדער‎   | Aleksander   |                                                                                            |
| Andrychów          | ‏אנדריכוב‎        | Andrichow    | ‏יענדריכעוו‎   | Jendrichew   | W średniowieczu miasto nosiło po polsku nazwę Jędrzychów, używaną obocznie do XVIII wieku. |

## B
| Nazwa polska         | Język hebrajski | Transkrypcja | Język jidysz           | Transkrypcja              | Uwagi |
| -------------------- | --------------- | ------------ | ---------------------- | ------------------------- | ----- |
| Baranów Sandomierski | ‏ברנוב‎           | Baranow      | ‏באַרנעוו‎                | Barnew                    |       |
| Białystok            | ‏בִּיַאלִיסְטוֹק‎       | Bialistok    | ‏ביאַליסטאָק‎              | Bjalistok                 |       |
| Biłgoraj             | ‏בילגוריי‎        | Bilgoraj     | ‏בילגערײַ‎ ‏בילגרײַ‎ ‏בילגאָרײַ‎ | Bilgeraj Bilgraj Bilgoraj |       |

## C
| Nazwa polska | Język hebrajski | Transkrypcja | Język jidysz | Transkrypcja | Uwagi |
| ------------ | --------------- | ------------ | ------------ | ------------ | ----- |
| Chełm        | ‏חֶלְם‎             | Chelm        | ‏כעלעם‎        | Chelem       |       |
| Chmielnik    | ‏חמיילניק‎        |              | ‏כמעלניק‎      | Chmelnik     |       |
| Częstochowa  | ‏צֶ׳נסטוֹחוֹבה‎      | Czenstochowa | ‏טשענסטעכעוו‎  | Czenstechew  |       |

## D
| Nazwa polska | Język hebrajski | Transkrypcja | Język jidysz | Transkrypcja | Uwagi |
| ------------ | --------------- | ------------ | ------------ | ------------ | ----- |
| Dębica       |                 |              | ‏דעמביץ‎       | Dembic       |       |
| Dukla        | ‏דוקלה‎           |              | ‏דיקלע‎ ‏דוקלע‎  | Dikle Dukle  |       |

## F
| Nazwa polska | Język hebrajski | Transkrypcja | Język jidysz | Transkrypcja | Uwagi |
| ------------ | --------------- | ------------ | ------------ | ------------ | ----- |
| Frysztak     | ‏פרישטאק‎         |              | ‏פֿריסטיק‎      | Fristik      |       |

## G
| Nazwa polska      | Język hebrajski  | Transkrypcja | Język jidysz       | Transkrypcja       | Uwagi |
| ----------------- | ---------------- | ------------ | ------------------ | ------------------ | --- |
| Gdańsk            | ‏גְּדַנְסְק‎            | Gdansk       | ‏דאַנצק‎ ‏דאַנציק‎ ‏דאַנסק‎ | Danck Dancik Dansk | |
| Głogów Małopolski | ‏גלוגוב מלופולסקי‎ |              | ‏גלאָגעוו‎            | Glogew             | |
| Góra Kalwaria     | ‏גורה קלוואריה‎    |              | ‏גער‎                | Ger                | Forma jidyszowa wywodzi się od pierwszego członu nazwy polskiej: Góra zostało zapożyczone do jidysz jako *Gur, a później rozwinęło się w sposób typowy dla dialektu centralnego (tzw. polskiego) języka jidysz: *Gur > *Gir > Ger. |
| Grybów            | ‏גריבוב‎           | Gribow       | ‏גריבעוו‎            | Gribew             | |

## H
| Nazwa polska | Język hebrajski | Transkrypcja | Język jidysz  | Transkrypcja  | Uwagi |
| ------------ | --------------- | ------------ | ------------- | ------------- | ----- |
| Horodło      | ‏הורודלו‎         |              | ‏גראָדלע‎ ‏אַראָדלע‎ | Grodle Arodle |       |

## I
| Nazwa polska | Język hebrajski | Transkrypcja | Język jidysz      | Transkrypcja   | Uwagi |
| ------------ | --------------- | ------------ | ----------------- | -------------- | ----- |
| Iwaniska     | ‏איווניסקה‎       |              | ‏איוואַנצק‎ ‏ייִוואַנצק‎ | Iwanck Jiwanck |       |

## J
| Nazwa polska      | Język hebrajski     | Transkrypcja | Język jidysz      | Transkrypcja    | Uwagi |
| ----------------- | ------------------- | ------------ | ----------------- | --------------- | ----- |
| Józefów nad Wisłą | ‏יוזפוב על נהר ויסלה‎ |              | ‏ייִזעפֿעוו‎ ‏יוזעפֿעוו‎ | Jizefew Juzefew |       |

## K
| Nazwa polska    | Język hebrajski | Transkrypcja | Język jidysz          | Transkrypcja          | Uwagi                                                                                        |
| --------------- | --------------- | ------------ | --------------------- | --------------------- | -------------------------------------------------------------------------------------------- |
| Kalisz          | ‏קאליש‎           | Kalisz       | ‏קאָליש‎ ‏קוליש‎           | Kolisz Kulisz         |                                                                                              |
| Kazimierz       | ‏קז׳ימייז׳‎       |              | ‏קוזמאַרק‎               | Kuzmark               | Dawne miasto, obecnie dzielnica Krakowa.                                                     |
| Kazimierz Dolny |                 |              | ‏קוזמער‎ ‏קוזמיר‎         | Kuzmer Kuzmir         |                                                                                              |
| Kielce          | ‏קיילצה‎          | Kjelce       | ‏קעלץ‎                  | Kelc                  |                                                                                              |
| Klimontów       | ‏קלימונטוב‎       |              | ‏קלימעטעוו‎             | Klimetew              |                                                                                              |
| Kłodzko         | ‏קלודצקו‎         |              |                       |                       |                                                                                              |
| Kolbuszowa      | ‏קולבושובה‎       | Kolbuszowa   | ‏קאָלבעסעוו‎ ‏קאָלבעשעוו‎   | Kolbesew Kolbeszew    |                                                                                              |
| Końskie         | ‏קונסקיה‎         |              | ‏קינצק‎                 | Kinck                 |                                                                                              |
| Koprzywnica     | ‏קופשיווניצה‎     | Kopesziwnica | ‏פּאָקשיווניצע‎ ‏פּאָקשיווצע‎ | Poksziwnice Poksziwce | Pokrzywnica to forma używana dawniej obocznie w języku polskim, obecnie spotykana w gwarach. |
| Kozienice       |                 |              | ‏קאָזשעניץ‎ ‏קאָזשניץ‎      | Kożenic Kożnic        |                                                                                              |
| Kraków          | ‏קרקוב‎           |              | ‏קראָקע‎                 | Kroke                 |                                                                                              |
| Krzeszów        | ‏קששוב‎           |              | ‏קרעשעוו‎               | Kreszew               |                                                                                              |

## L
| Nazwa polska | Język hebrajski | Transkrypcja | Język jidysz | Transkrypcja | Uwagi |
| ------------ | --------------- | ------------ | ------------ | ------------ | ----- |
| Lipno        | ‏ליפנו‎           |              | ‏ליפּנע‎        | Lipne        |       |
| Lublin       | ‏לוּבְּלִין‎          | Lublin       | ‏לובלין‎       | Lublin       |       |

## Ł
| Nazwa polska | Język hebrajski | Transkrypcja | Język jidysz | Transkrypcja | Uwagi |
| ------------ | --------------- | ------------ | ------------ | ------------ | ----- |
| Łagów        | ‏לגוב‎            |              | ‏לאַגעוו‎       | Lagew        |       |
| Łódź         | ‏לודז׳‎           | Lodż         | ‏לאָדזש‎        | Lodż         |       |

## M
| Nazwa polska | Język hebrajski | Transkrypcja | Język jidysz  | Transkrypcja   | Uwagi |
| ------------ | --------------- | ------------ | ------------- | -------------- | --- |
| Mielec       |                 |              | ‏מעליץ‎         | Melic          | |
| Mszana Dolna |                 |              | ‏אַמסענע‎ ‏אַמשענע‎ | Amsene Amszene | W formie jidyszowej pojawia się samogłoska protetyczna A-, ponieważ nazwa polska rozpoczyna się od zbitki spółgłoskowej Msz-. |
| Muranów      |                 |              | ‏מאָרענאָוו‎      | Morenow        | Osiedle Warszawy, część dzielnicy północnej.                                                                                  |

## N
| Nazwa polska         | Język hebrajski | Transkrypcja | Język jidysz          | Transkrypcja      | Uwagi |
| -------------------- | --------------- | ------------ | --------------------- | ----------------- | --- |
| Nalewki              |                 |              | ‏נאַלעווקעס‎             | Nalewkes          | Historyczny obszar Warszawy; zwyczajowa skrótowa nazwa dawnej żydowskiej dzielnicy północnej, znanej także jako dzielnica nalewkowsko-muranowska. |
| Nałęczów             |                 |              | ‏נאַלײַנטשעוו‎            | Nalajnczew        | |
| Nowy Dwór Mazowiecki |                 |              | ‏נאָווידוואָר‎ ‏נאָוועדוואָר‎ | Nowidwor Nowedwor | |
| Nowy Targ            | ‏נובי-טאר‎        |              | ‏נײַ־מאַרק‎               | Naj-Mark          | |

## O
| Nazwa polska            | Język hebrajski            | Transkrypcja  | Język jidysz        | Transkrypcja      | Uwagi                                                                                            |
| ----------------------- | -------------------------- | ------------- | ------------------- | ----------------- | ------------------------------------------------------------------------------------------------ |
| Odrzywół                | ‏אודז׳יבול‎                  |               | ‏אָדזשיוויל‎           | Odżiwil           |                                                                                                  |
| Olkusz                  | ‏אוֹלקוּש‎ ‏אולקוץ׳‎             | Olkusz Olkucz | ‏עלקיש‎               | Elkisz            | Nazwa w jidysz pochodzi od dawnej formy polskiej, brzmiącej Elkusz (także Ilkusz, Hilkusz i in.) |
| Ostrowiec Świętokrzyski | ‏אוסטרובייץ שוויינטוקז׳יסקי‎ |               | ‏אָסטרעווצע‎ ‏אָסטראָווצע‎ | Ostrewce Ostrowce |                                                                                                  |
| Oświęcim                | ‏אַוּשְׁוִויץ‎                    | Oszwic        | ‏אָשפּיצין‎             | Oszpicin          |                                                                                                  |
| Ożarów                  | ‏אוז׳רוב‎                    |               | ‏אָזשרעוו‎             | Ożrew             |                                                                                                  |

## P
| Nazwa polska | Język hebrajski | Transkrypcja | Język jidysz       | Transkrypcja       | Uwagi |
| ------------ | --------------- | ------------ | ------------------ | ------------------ | ----- |
| Połaniec     | ‏פולנייץ‎         |              | ‏פּלאַנטש‎             | Plancz             |       |
| Poznań       | ‏פּוֹזְנַן‎           | Poznan       | ‏פּויזן‎              | Pojzn              |       |
| Pruchnik     | ‏פרוחניק‎         |              | ‏פּרוכניק‎            | Pruchnik           |       |
| Przemyśl     | ‏פְּשֶׁמִישְׁל‎          | Pszemiszl    | ‏פּערעמיסלע‎ ‏פּרעמיסלע‎ | Peremisle Premisle |       |

## R
| Nazwa polska | Język hebrajski | Transkrypcja | Język jidysz | Transkrypcja | Uwagi |
| ------------ | --------------- | ------------ | ------------ | ------------ | ----- |
| Radom        | ‏ראָדוֹם‎           | Radom        | ‏ראָדעם‎        | Rodem        |       |
| Radymno      | ‏ראדימנו‎         |              | ‏ריידים‎ ‏רעדים‎ | Rejdim Redim |       |
| Raków        | ‏רקוב‎            |              | ‏ראַקעוו‎       | Rakew        |       |
| Rzeszów      | ‏זֶ׳שוּב‎           | Żeszuw       | ‏רײַשע‎         | Rajsze       |       |

## S
| Nazwa polska | Język hebrajski | Transkrypcja | Język jidysz   | Transkrypcja   | Uwagi |
| ------------ | --------------- | ------------ | -------------- | -------------- | ----- |
| Sandomierz   | ‏סנדומייז׳‎       |              | ‏צויזמער‎ ‏צאָזמער‎ | Cojzmer Cozmer |       |
| Skierbieszów | ‏סקיירביישוב‎     |              | ‏‎               |                |       |
| Starachowice | ‏סטרחוביצה‎       |              | ‏‎               |                |       |
| Staszów      | ‏סטשוב‎ ‏סטאשוב‎    |              | ‏סטאַשעוו‎        | Staszew        |       |
| Stawiski     |                 |              | ‏סטאַוויסק‎       | Stawisk        |       |
| Szczuczyn    |                 |              | ‏סטוטשין‎        | Stuczin        |       |

## T
| Nazwa polska | Język hebrajski | Transkrypcja | Język jidysz            | Transkrypcja       | Uwagi |
| ------------ | --------------- | ------------ | ----------------------- | ------------------ | --- |
| Tarnobrzeg   | ‏טַרְנובְּזֶ׳ג‎        | Tarnobżeg    | ‏זשיקעוו‎ ‏זיקעוו‎ ‏דזשיקעוו‎ | Żikew Zikew Dżikew | Nazwa w języku jidysz wywodzi się od Dzikowa, będącego obecnie częścią Tarnobrzega, a dawniej osobnym obszarem. W Tarnobrzegu obowiązywał zakaz osiedlania się Żydów, więc zamieszkiwali oni w pobliskim Dzikowie; gdy zakaz uchylono, przeprowadzali się oni do miasta, przenosząc jednocześnie nazwę swej poprzedniej siedziby na Tarnobrzeg. |
| Tarnów       | ‏טרנוב‎           | Tarnow       | ‏טאָרנע‎ ‏טורנע‎             | Torne Turne        | |
| Treblinka    | ‏טְרֶבְּלִינְקָה‎        |              | ‏טרעבלינקע‎               | Treblinke          | |

## W
| Nazwa polska | Język hebrajski | Transkrypcja | Język jidysz | Transkrypcja | Uwagi |
| ------------ | --------------- | ------------ | ------------ | ------------ | ----- |
| Wadowice     | ‏וָדוֹבִיצֶה‎         | Wadowice     | ‏וואַדעוויץ‎    | Wadewic      |       |
| Warszawa     | ‏וַרְשָׁה‎            | Warsza       | ‏וואַרשע‎       | Warsze       |       |
| Włoszczowa   | ‏ולושצ׳ובה‎       |              | ‏‎             |              |       |
| Wrocław      | ‏וְרוֹצְלָב‎          | Wroclaw      | ‏ברעסלע‎       | Bresle       |       |

## Z
| Nazwa polska | Język hebrajski | Transkrypcja | Język jidysz    | Transkrypcja      | Uwagi |
| ------------ | --------------- | ------------ | --------------- | ----------------- | ----- |
| Zamość       |                 |              | ‏זאַמישטש‎ ‏זאַמאָשטש‎ | Zamiszcz Zamoszcz |       |

## Ż
| Nazwa polska | Język hebrajski | Transkrypcja | Język jidysz | Transkrypcja | Uwagi |
| ------------ | --------------- | ------------ | ------------ | ------------ | ----- |
| Żołynia      | ‏ז׳וליניה‎        |              | ‏זשעלין‎       | Żelin        |       |